# La Maladie du dimanche
Pour plus de détails, voir Fiche technique et Distribution.
La Maladie du dimanche (La enfermedad del domingo) est un film espagnol réalisé par Ramón Salazar, sorti en 2018.

## Synopsis
Une femme âgée reçoit la visite de sa fille qu'elle a abandonnée trente ans plus tôt. Celle-ci lui demande de passer dix jours avec elle.

## Fiche technique
- Titre : La Maladie du dimanche
- Titre original : La enfermedad del domingo
- Réalisation : Ramón Salazar
- Scénario : Ramón Salazar
- Musique : Nico Casal
- Photographie : Ricardo de Gracia
- Montage : Teresa Font
- Production : Francisco Ramos
- Société de production : Netflix, On Cinema 2017, Televisió de Catalunya, Televisión Española et Zeta Cinema
- Pays :  Espagne
- Genre : Drame
- Durée : 113 minutes
- Dates de sortie : 
  -  Espagne : 23 février 2018
  -  France : 15 juin 2018 sur Netflix

## Distribution
- Bárbara Lennie (VF : Emmanuelle Rivière) : Chiara
  - Bruna González : Chiara enfant
- Susi Sánchez (VF : Sylvie Genty) : Anabel
- Greta Fernández (VF : Ingrid Donnadieu) : Greta
- Richard Bohringer : Matthieu
  - David Kammenos : Matthieu jeune
- Miguel Ángel Solá (es) (VF : Jean-Bernard Guillard) : Bernabé

Version française dirigée par Valérie Siclay au studio Deluxe Media Paris, d'après une adaptation des dialogues de Marielle Lemarchand.

## Distinctions
Le film a remporté le Prix Goya de la meilleure actrice pour Susi Sánchez.